# Мельников, Валерий Анатольевич
Валерий Анатольевич Мельников (21 октября 1959, Минск, Белорусская ССР) — советский и российский футболист, нападающий, полузащитник. Мастер спорта СССР.

## Биография
Родители работали на Минском заводе автоматических линий, отец — токарем (ум. 2008), мать — маляром (ум. 2002). Третий, самый младший сын Юрий (1972—2016) жил с синдромом Дауна.
Воспитанник минской СДЮШОР-5, один год занимался под руководством начинающего тренера Эдуарда Малофеева, затем — у Вениамина Арзамасцева. После окончания футбольной школы работал на заводе имени Ленина учеником слесаря-сборщика, играл на первенство города за команду таксистов. В 1978 году Малофеев, принявший команду второй лиги «Динамо» Брест, пригласил к себе Мельникова, который отыграл в команде полный сезон. В 1979—1985 годах играл за «Динамо» Минск, чемпион СССР 1982 года. На следующий год стал редко попадать в запас, но отказал в переходе главному тренеру московского «Спартака» Бескову. Затем выступал за команды низших лиг СССР и России «Динамо»/«Кяпаз» Кировабад/Гянджа (1986—1987, 1990), «Метеор» Алдан (1988—1989), «Крылья Советов» Самара (1990—1991), «Заря» Подгорный (1992—1993), «Нефтяник» Похвистнево (1994).
После завершения футбольной карьеры работал на стройках, был охранником, физруком.